# Witold Gombrowicz
Witold Marian Gombrowicz (Małoszyce, 4 agosto 1904 – Vence, 24 luglio 1969) è stato uno scrittore polacco, appartenente alla piccola aristocrazia rurale di lontana origine lituana. È considerato uno dei maggiori scrittori polacchi del XX secolo, attivo dal 1930 fino alla sua morte.

## Biografia
Dopo l'infanzia presso la proprietà terriera della famiglia a Małoszyce, nel 1916  Gombrowicz si trasferisce con i genitori a Varsavia, dove compie gli studi, laureandosi in legge nel 1926. Dopo qualche anno di praticantato come avvocato, nel 1930 decide di abbandonare la carriera legale e si mette a frequentare i caffè letterari della città.
Nel 1933 pubblica un primo volume di racconti, e comincia a scrivere anche per il teatro. Nel 1937 esce il suo romanzo Ferdydurke, non ritenuto subito il capolavoro che verrà considerato diversi anni più tardi. Anche il secondo romanzo, dapprima tradotto come Schiavi delle tenebre e poi come Gli indemoniati, quando una nuova edizione ha dovuto tener conto dei capitoli ritrovati, esce a puntate, e con tagli, su diversi giornali. Negli anni '30, inoltre, fa qualche viaggio, in particolare in Francia, Italia e Austria.
Partito nel 1939 per un viaggio come giornalista verso l'Argentina – in crociera gratuita sponsorizzata da un armatore polacco per fare promozione alla sua ultima novità navale – giunge a Buenos Aires a pochi giorni dall'invasione nazista della Polonia, che darà in seguito avvio alla seconda guerra mondiale. Decide di non tornare indietro e resta in Argentina per ventiquattro anni (per lo più a Tandil), vivendo in povertà e inventandosi, per sopravvivere, i mestieri più assurdi, come l'invitato ai matrimoni e ai funerali – quest'ultima una versione al maschile delle prefiche greche, donne pagate per piangere ai funerali – sino a divenire poi professore all'università di San Miguel de Tucumán.
Nel 1947 trova un posto in banca al "Banco Polaco" di Buenos Aires, dove lavora per otto anni collaborando nel frattempo alla traduzione spagnola delle sue opere, inclusa Il matrimonio (1953). Dopo il licenziamento collabora a "Radio Free Europe" di Monaco, per la quale scrive dal 1959 al 1961 (testi in parte raccolti in "Una giovinezza in Polonia"). Mentre qualche suo lavoro viene tradotto in francese, dopo l'uscita quasi clandestina di Ferdydurke, in Polonia viene proibita la stampa delle sue opere (una condizione che si perpetuerà fino al 1986). Ciononostante, grazie alla rivista Kultura (fondata nel 1947 dall'esule polacco Jerzy Giedroyc) e alla sua casa editrice, l'Instytut Literacki (con sede a Maisons-Laffitte), riesce a pubblicare in polacco opere e diari.
Nel 1963 fa ritorno in Europa, invitato a Berlino dalla Fondazione Ford. L'anno successivo si trasferisce vicino a Parigi, dove conosce Rita Labrosse (canadese di Montréal, che sposerà nel 1968)  e quindi nel sud della Francia. La coppia si stabilirà a Vence, dove allo scrittore farà visita ripetutamente Piero Sanavio, che girerà su di lui più di un'intervista per la televisione svizzera di lingua italiana e, per la RAI (1969), un documentario. 
Gombrowicz muore il 24 luglio 1969, quattro giorni dopo l'atterraggio dell'uomo sulla luna, evento che aveva seguito con entusiasmo in televisione.

## I temi
Influenzata da quella del suo conterraneo e amico Witkiewicz, l'opera di Gombrowicz è caratterizzata dalla satira continua nei confronti della società, che dà luogo a una visione grottesca della realtà. Uno dei suoi temi ricorrenti è la questione della "forma". All'inizio degli anni sessanta inizia ad avere successo in Europa in concomitanza con la rivalutazione che all'epoca interesserà altri grandi scrittori est-europei, come Witkiewicz,  Bruno Schulz e, più tardi, Milan Kundera.
I suoi temi sono legati alla tradizione comica di Rabelais, Cervantes o Fielding e trattano di problemi esistenziali in modo leggero e provocatorio, dando luogo a equivoci voluti e divertenti e a fraintendimenti (come per esempio quello di Ungaretti, che si arrabbiò molto leggendo Contro i poeti), secondo un flusso narrativo che si scioglie attorno a un "ghigno dell'immaturità" (espressione di Francesco Cataluccio) e alla satira, per tutto lo spettro da bonaria a crudele, che si scatena nei rapporti interpersonali tra gli esseri umani, spesso presi da problemi esistenziali e filosofici di difficile soluzione.

## Opere
- Memorie del periodo dell'immaturità (Pamiętnik z okresu dojrzewania, 1933), poi riscritto e completato come Bakakaj (1957), collezione di racconti
- Ivona principessa di Borgogna, (Iwona, księżniczka Burgunda, 1938), teatro
  - trad. Vera Petrelli Verdiani, Lerici, Milano 1963
- Ferdydurke (Ferdydurke, 1938), romanzo
  - trad. Sergio Miniussi, prefazione di Angelo Maria Ripellino, Einaudi, Torino 1961
  - trad. Vera Verdiani, Feltrinelli, Milano 1991
  - trad. Irene Salvatori e Michele Mari, prefazione Michele Mari, Il Saggiatore 2020
- Gli indemoniati [ed. integrale] o Schiavi delle tenebre [ed. incompleta, priva degli ultimi 3 capitoli] (Opętani, 1939)
  - trad. Pietro Marchesani, Bompiani, Milano 1983, 19912
- Trans-Atlantico (Trans-Atlantyk, 1953), romanzo
  - trad. Riccardo Landau, Feltrinelli, Milano 1971, 1982, 2005
- Il matrimonio (Ślub, 1953), teatro
  - trad. Remo Guidieri, Einaudi, Torino, 1967
- Diario (1953-1956) (Dziennik 1953-1956, 1957)
  - trad. Riccardo Landau, Feltrinelli, Milano 1970
- Bacacay (Bakakaj, 1957), racconti
  - trad. Riccardo Landau, Feltrinelli, Milano 1968, 1989, 2004
  - trad. Alessandro Amenta, Dario Prola, Il Saggiatore, Milano 2022
- Pornografia [ed. integrale] o La seduzione [ed. censurata] (Pornografia, 1960), romanzo
  - trad. Riccardo Landau, Bompiani, Milano 1962; «Oscar» Mondadori, Milano 1975
  - trad. Vera Verdiani, Feltrinelli, 1994
- Historia (1962), teatro
  - trad. Francesco Cataluccio, su «MicroMega», n. 4/93, Ed. Periodici Culturali, Roma 1993, pp. 173–209
- Testamento. Conversazione con Dominique de Roux (Testament: rozmowy z Dominique de Roux), intervista
  - trad. Vera Verdiani, prefazione di Francesco Cataluccio, Feltrinelli, Milano 2004
  - (FR)  Entretiens avec Gombrowicz, a cura di Dominique de Roux, Pierre Belfond, Paris 1968
- Diario (1957-1961) (Dziennik 1957-1961, 1962)
  - trad. Riccardo Landau, Feltrinelli, Milano 1972
- Cosmo (Kosmos, 1965), romanzo
  - trad. Riccardo Landau, Feltrinelli, Milano 1967
  - trad. Francesco Cataluccio e Donatella Tozzetti, Feltrinelli, Milano 1990
- Diario (1961-1966) (Dziennik 1961-1966, 1967)
  - trad. parziale Francesco Cataluccio, Parigi Berlino: diario 1963-1965, a cura di Ludmila Ryba, E/O, Roma 1985
  - estratto da, Su Dante (Sur Dante, 1968)
    - trad. Riccardo Landau, Sugar, Milano 1969; nuova ed. con intr. di Vittorio Celotto, Libreria Dante & Descartes, Napoli 2017

  - estratto da, Contro i poeti (1968)
    - trad. Riccardo Lanadu e Silvia Meucci, con uno scritto di Edoardo Sanguineti, Theoria, Roma 1995
- Operetta (Operetka, 1967), teatro
  - trad. Jole e Gian Renzo Morteo, Einaudi, Torino 1968
- (FR)  Cahier Gombrowicz, Éditions de L'Herne, Paris 1970
- Corso di filosofia in sei ore e un quarto, (1971), Edizioni Theoria, Roma - Napoli 1994, 1996 ISBN 88-241-0452-5
  - trad. Liliana Piersanti, con uno scritto di Francesco Cataluccio, Theoria, Roma 1994; SE, Milano, 2001
- Una giovinezza in Polonia (Wspomnienia polskie, 1977)
  - trad. Vera Verdiani, introduzione di Francesco Cataluccio, Feltrinelli, Milano 1998
- Diario (1961-1969) (Dziennik 1961-1969, 1997)
  - complessivamente il diario è poi uscito in italiano, a cura di Francesco Cataluccio, in 2 voll.
    - Diario 1953-1958, Feltrinelli, Milano 2004
    - Diario 1959-1969, Feltrinelli, Milano 2008
- Kronos [diario segreto intimo], Cracovia, 2013
  -  Kronos, traduzione di Irene Salvatori, A cura di Francesco Cataluccio, Milano, Il Saggiatore, 2018.